# 즈볼러

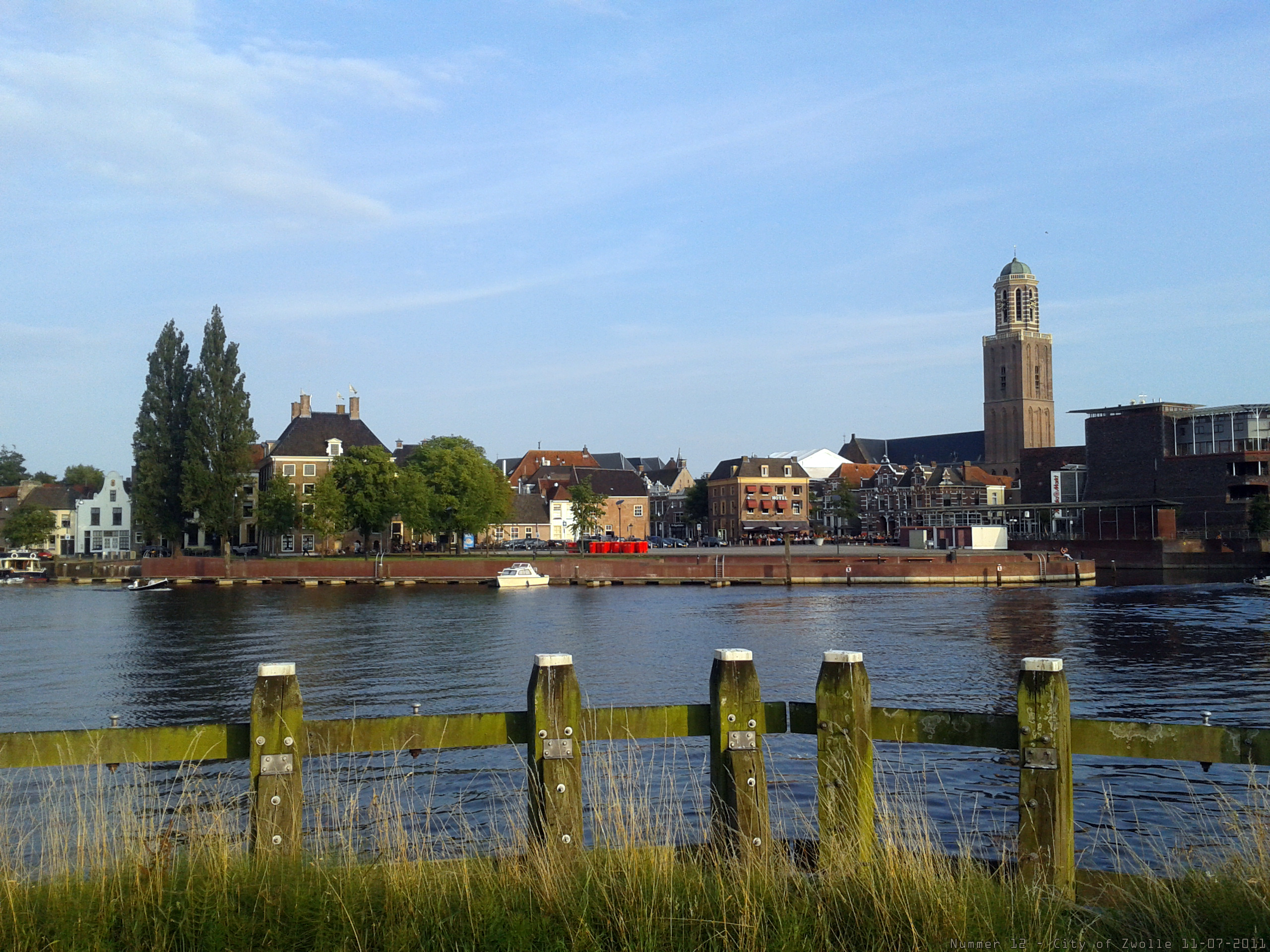
즈볼러 시가지

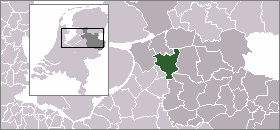
즈볼러의 위치

즈볼러(네덜란드어: Zwolle)는 네덜란드 동부 오버레이설주에 위치한 도시로 오버레이설 주의 주도이며 면적은 119.36 km2, 높이는 4 m, 인구는 125,806명(2017년 8월 기준), 인구 밀도는 1,130명/km2이다.
800년경에 프리슬란트인 상인들과 카롤루스 대제가 이끄는 군대에 의해 설립되었다. 즈볼러는 "언덕"이라는 뜻을 가진 '쉬올러'(Suolle)에서 유래된 이름인데 이는 4개의 강[→에이설강(IJssel), 페흐트강(Vecht), 아강(Aa), 즈바르터바터르강(Zwarte Water)] 사이에 언덕이 위치한 데서 유래된 이름이다. 잦은 홍수가 일어난 뒤에도 이 언덕은 침수되지 않은 유일한 땅이었다. 즈볼러는 그 언덕 위에 세워졌다.

## 인구
| 연도                                   | 인구   | ±% p.a. |
| -------------------------------------- | ------ | ------- |
| 1404                                   | 3,500  | —       |
| 1525                                   | 4,500  | +0.21%  |
| 1599                                   | 6,500  | +0.50%  |
| 1628                                   | 7,700  | +0.59%  |
| 1670                                   | 10,932 | +0.84%  |
| 1675                                   | 6,963  | −8.63%  |
| 1680                                   | 9,388  | +6.16%  |
| 1682                                   | 7,800  | −8.85%  |
| 1748                                   | 11,931 | +0.65%  |
| 1795                                   | 12,220 | +0.05%  |
| 출처: Lourens & Lucassen 1997, 83–84쪽 |        |         |